# Tuil (bloeiwijze)

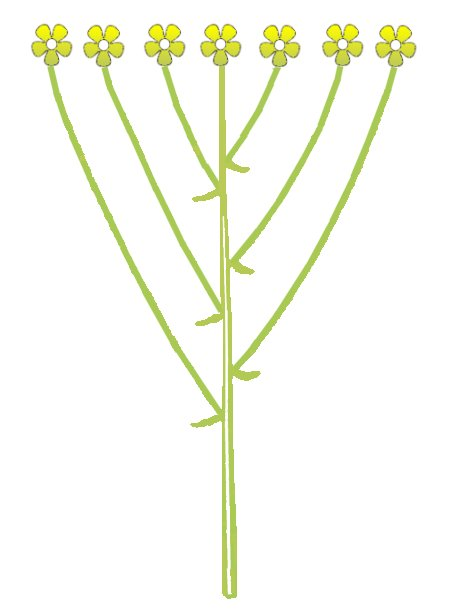
tuil

Een tuil (corymbus) is een samengestelde, van boven platte of iets afgeronde bloeiwijze waarbij de onderste bloemstelen zoveel langer zijn dan de bovenste, dat alle bloemen ongeveer op dezelfde hoogte staan. Bij een tuil staat de jongste bloem in het midden.

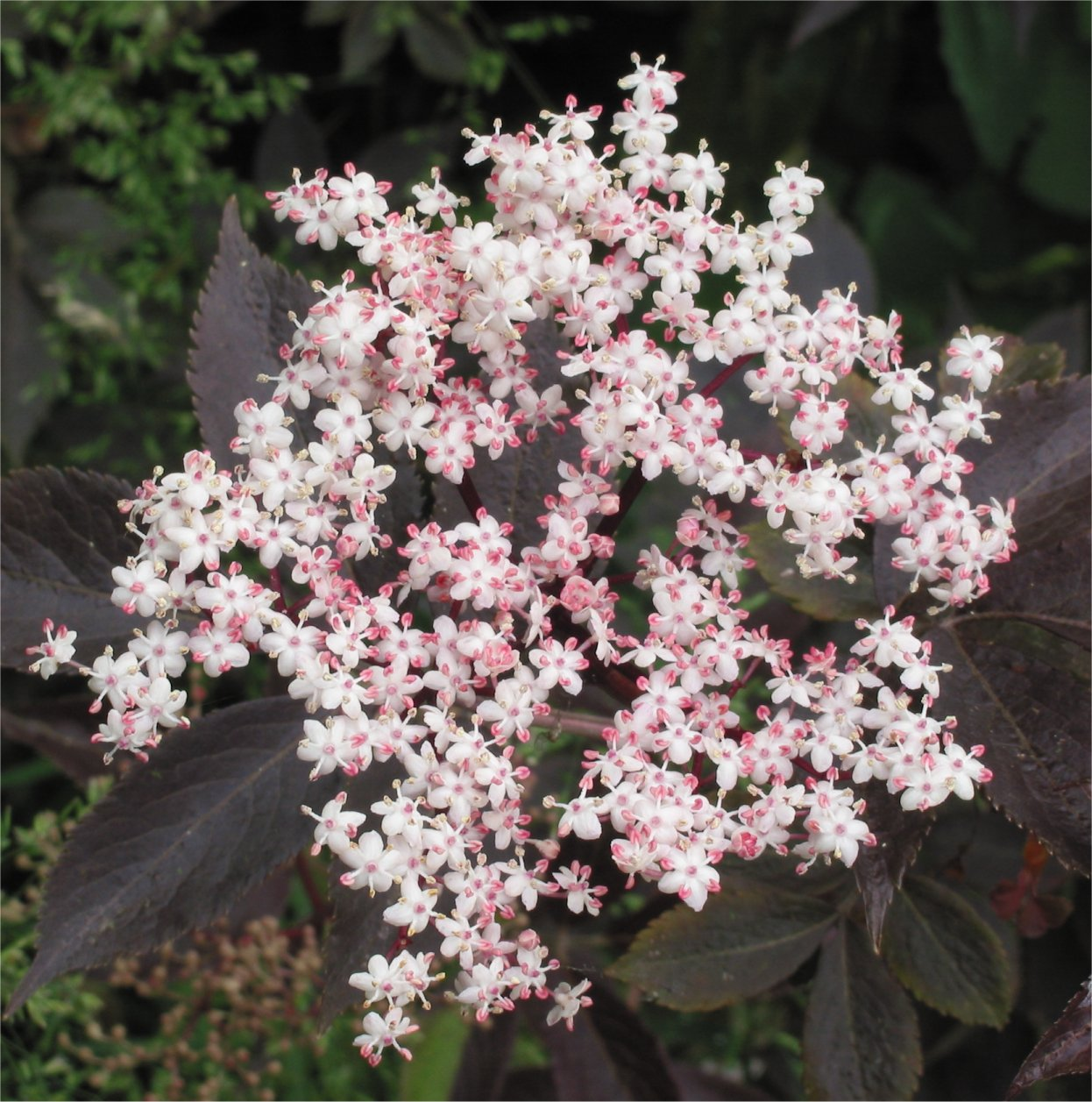
tuil van gewone vlier 'Guincho Purple'
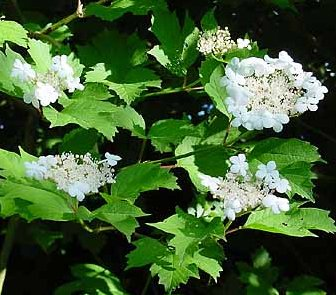
tuil van Gelderse roos
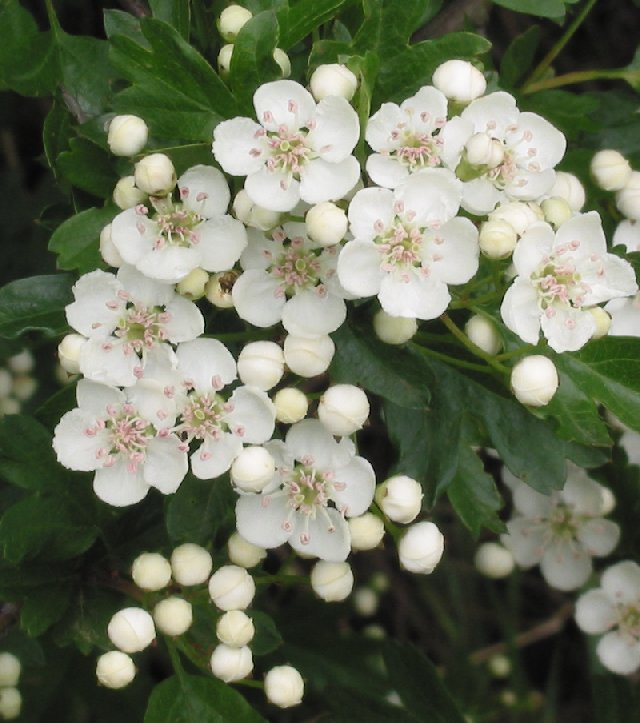
tuil van meidoorn
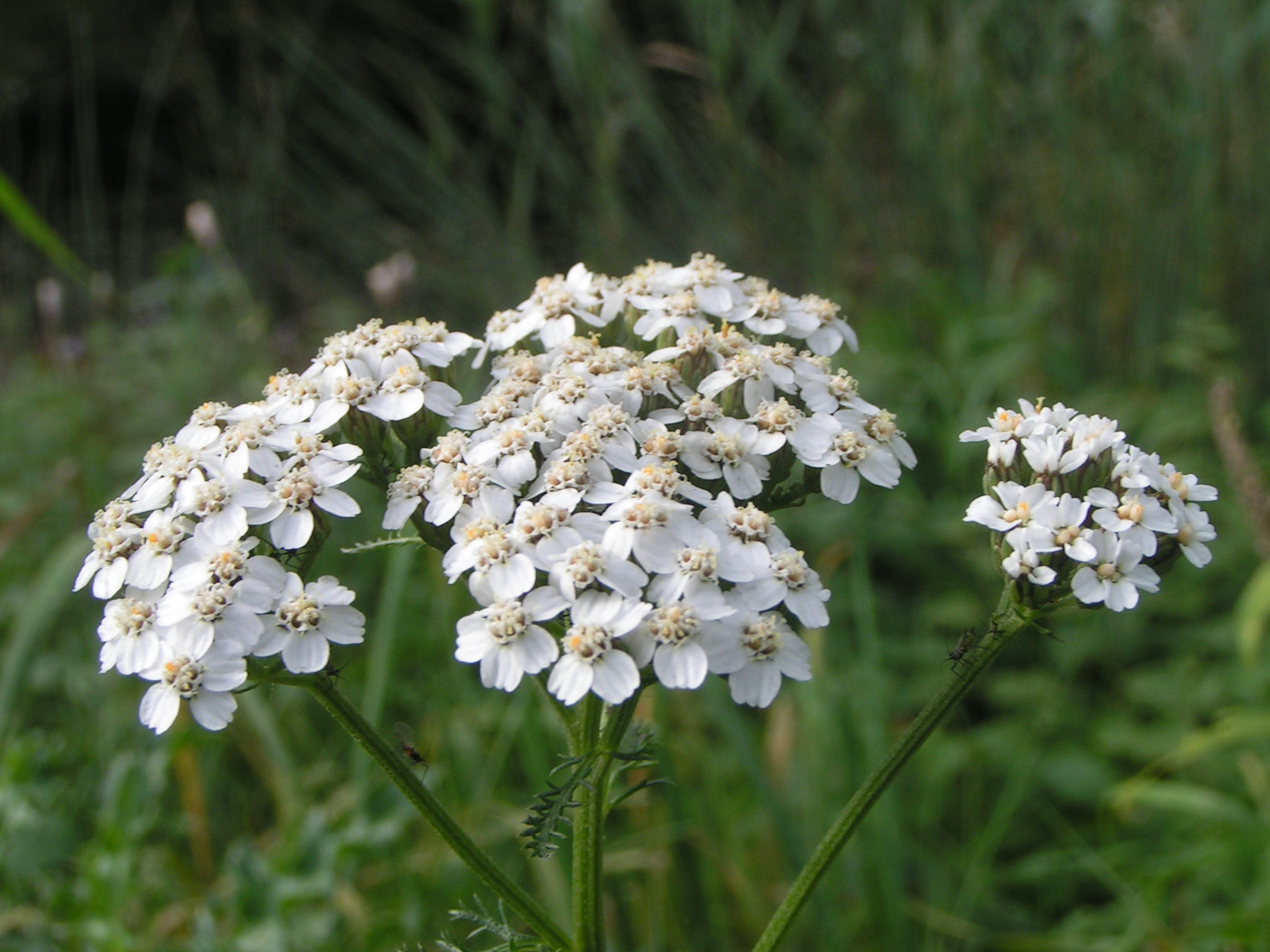
tuil met hoofdjes bij duizendblad